# Alessandro Dudic
Alessandro Dudic (* 30. November 1988) ist ein Schweizer Fussballschiedsrichter. Seit 2018 leitet er Spiele der Super League und ist seit 2022 FIFA-Schiedsrichter.
Dudic kam über seinen Vater, der ebenfalls Referee ist, mit 16 Jahren zur Schiedsrichterei. Er gab sein Debüt in der höchsten Schweizer Fussballliga in der Saison 2018/19, als er im November 2018 das Spiel FC Thun gegen Neuchâtel Xamax leitete. Seit der nachfolgenden Spielzeit gehört er zum regelmässigen Kader der Unparteiischen und steht mittlerweile bei 84 Einsätzen (Stand März 2025). Höhepunkt seiner nationalen Laufbahn war die Leitung des Cup-Finals 2024 zwischen Servette Genf und dem FC Lugano (Endstand 9:8 i. E.). Bereits 2019 hatte er das Liechtensteiner-Cup-Finale geleitet, in dem der FC Vaduz mit 3:2 gegen den FC Ruggell gewann.
Zum Jahresbeginn 2022 wurde Dudic für die FIFA-Liste gemeldet, was ihn zur Leitung internationaler Partien berechtigt. Sein offizielles Debüt auf diesem Parkett gab er im Juni des gleichen Jahres in der U-21-EM-Qualifikationspartie zwischen Gibraltar und Bulgarien. Sein erstes internationales Herrenspiel leitete er einen Monat später in der 2. Qualifikationsrunde der UEFA Conference League bei der Begegnung zwischen Lechia Gdańsk und Rapid Wien.
Zusätzlich verzeichnet Dudics Einsatzstatistik Spielleitungen in der zyprischen Liga.

## Persönliches
Dudic studierte Jus an der Universität Bern und erwarb nach seinem Abschluss 2013 auch das Anwaltspatent. Nach einer kurzen Tätigkeit bei der Eidgenössischen Steuerverwaltung arbeitet er seitdem für eine Rechtsschutzversicherung in Bern.